# Ivan Rabb
Pour les articles homonymes, voir Rabb.
Ivan Rabb Jr., né le 4 février 1997 à Oakland en Californie, est un joueur de basket-ball américain évoluant aux postes d'ailier fort et pivot.

## Biographie
Après ses deux ans d'université avec les Golden Bears de la Californie, il se présente à la draft 2017 de la NBA où il est attendu au premier tour.
Le 22 juin 2017, lors de la Draft 2017 de la NBA, il est choisi au deuxième tour en 35e position par les Grizzlies de Memphis.
Le 19 octobre 2019, il est coupé par les Grizzlies de Memphis.
Le 23 octobre 2019, il signe un contrat two-way avec les Knicks de New York. Le 13 janvier 2020, les Knicks de New York se séparent de lui.